# Tetramorium peutli
Tetramorium peutli is een mierensoort uit de onderfamilie van de Myrmicinae. De wetenschappelijke naam van de soort is voor het eerst geldig gepubliceerd in 1916 door Forel.